# Hartlepool (district)
Hartlepool is een unitary authority en een district in de Engelse regio North East England en telt 93.000 inwoners. De oppervlakte bedraagt 94 km². Hoofdplaats is de stad Hartlepool. 
Vanuit ceremonieel oogpunt geldt het als onderdeel van het ceremoniële graafschap County Durham. 

## Demografie
Van de bevolking is 16,2% ouder dan 65 jaar. De werkloosheid bedraagt 5,5% van de beroepsbevolking (cijfers volkstelling 2001).
Het aantal inwoners daalde van ongeveer 91.100 in 1991 naar 88.611 in 2001.

## Plaatsen in district Hartlepool
- Hartlepool
- High Throston
- Owton Manor
- Rift House
- Seaton Carew

## Civil parishesin district Hartlepool
Brierton, Claxton, Dalton Piercy, Elwick, Greatham, Hart, Headland, Newton Bewley.